# Artur Bartoszewicz
Artur Bartoszewicz (ur. 18 stycznia 1974 w Suwałkach) – polski ekonomista, wykładowca i ekspert w zakresie polityki publicznej, doktor nauk ekonomicznych. Kandydat na urząd prezydenta RP w wyborach w 2025.
Pracuje w Instytucie Rozwoju Gospodarczego Kolegium Analiz Ekonomicznych Szkoły Głównej Handlowej w Warszawie. W latach 2016–2018 prezes Zarządu Krajowego Polskiego Stowarzyszenia Ekspertów i Asesorów Funduszy Unii Europejskiej. Od 2015 członek Rady Programowej Polskiej Platformy Bezpieczeństwa Wewnętrznego, ekspert Polskiej Platformy Bezpieczeństwa Wewnętrznego. W latach 2019–2024 przewodniczący Rady Programowej Instytutu Nowej Europy. W kadencji 2020–2024 członek Rady Narodowego Centrum Badań i Rozwoju.

## Życiorys
W 1998 ukończył studia na kierunku międzynarodowe stosunki gospodarcze na Wydziale Ekonomii Uniwersytetu Gdańskiego, uzyskując tytuł magistra ekonomii. Rok później ukończył studia podyplomowe z zakresu Public Relations na Wydziale Zarządzania i Ekonomii Politechniki Gdańskiej. W tym samym czasie uczęszczał na studia doktoranckie w Kolegium Analiz Ekonomicznych Szkoły Głównej Handlowej w Warszawie.
27 listopada 2012 roku Rada Kolegium Analiz Ekonomicznych SGH nadała mu stopień doktora nauk ekonomicznych w obszarze nauk społecznych, w dziedzinie nauk ekonomicznych w dyscyplinie ekonomia.
Związany jest z działalnością dydaktyczną i naukową w Szkole Głównej Handlowej, gdzie do dziś prowadzi zajęcia akademickie z zakresu polityki społeczno-gospodarczej i polityki pieniężnej oraz prowadzi badania w zakresie polityk publicznych. Jest adiunktem w SGH, początkowo w Katedrze Ekonomii Rozwoju i Polityki Ekonomicznej w Kolegium Analiz Ekonomicznych, pracuje w Katedrze Polityki Publicznej w Kolegium Ekonomiczno-Społecznym. W przeszłości wykładał także na Akademii Leona Koźmińskiego, Wyższej Szkole Społecznej w Warszawie, Szkole Głównej Gospodarstwa Wiejskiego, Uniwersytecie Warszawskim.
Równolegle obok kariery naukowej związany jest zawodowo z działalnością ekspercką. Jako ekspert w dziedzinie pomocy publicznej, analiz ekonomicznych i finansów przygotowuje raporty i ekspertyzy na rzecz administracji rządowej i samorządowej, m.in. na rzecz Ministerstwa Finansów, Ministerstwa Infrastruktury i Rozwoju oraz Ministerstwa Sportu i Turystyki.
Członek społecznego Zespołu ds. Polskiej Energetyki Jądrowej powołanego przy Ministerstwie Gospodarki. Członek zespołów roboczych przy ministerstwach zaangażowanych w proces wdrażania funduszy europejskich w latach 2004–2006 oraz przygotowujących zadania na 2007–2013, jak i 2014–2020. Członek Komitetów Monitorujących programami na lata 2004–2006 oraz 2007–2013. W latach 2004–2010 był ekspertem ds. funduszy europejskich PKPP Lewiatan. Uczestniczył w procesie programowania funduszy unijnych na lata 2014–2020 oraz 2021–2027. Powołany na eksperta z listy krajowej Ministra Rozwoju Regionalnego. Ekspert oceniający projekty w Polskiej Agencji Rozwoju Przedsiębiorczości, Centrum Projektów Polski Cyfrowej i Narodowego Centrum Badań i Rozwoju.
27 lutego 2025 złożono w PKW zawiadomienie o utworzeniu komitetu wyborczego Artura Bartoszewicza w zaplanowanych na 18 maja tegoż roku wyborach Prezydenta RP. W marcu 2025 został zarejestrowany jako kandydat. Startował z poparciem partii Społeczny Interes. W pierwszej turze otrzymał 95 640 głosów (0,49%), zajmując 11. miejsce. Przed drugą turą wyborów oficjalnie poparł Karola Nawrockiego.

## Kontrowersje
Artur Bartoszewicz mimo swojej niewielkiej rozpoznawalności, zdołał zgromadzić w krótkim czasie 250 tysięcy podpisów pod swoją kandydaturą w wyborach prezydenckich. Jak wyjaśniał, miały one być przesyłane pocztą przez zwolenników. Pełnomocnikiem wyborczym Bartoszewicza był Mateusz Piepiórka, który według doniesień medialnych miał wcześniej uczestniczyć w procederze fałszowania podpisów dla Marka Jakubiaka przed wyborami w 2020 roku. Sam Bartoszewicz wielokrotnie zaprzeczał wszelkim zarzutom dotyczącym nieprawidłowości.

## Poglądy
W rozmowie z Leszkiem Sykulskim stwierdził że Ukraina to śmiertelne zagrożenie dla Polski, a atak z jej strony jest bardziej prawdopodobny niż atak od strony Rosji. Jest zwolennikiem demokracji bezpośredniej i przeprowadzania referendów.
W swoim programie zawarł m.in.:
- pełen dostęp do broni dla pełnoletnich Polaków, która powinna być deponowana na jednostkach policji lub wojskowych[25]
- zmiany hymnu na Rotę, oraz przywrócenie godła z 1919-1927 (z zamkniętą koroną i krzyżem)[25]
- wprowadzenie obowiązku codziennego składania przez dzieci powyżej 3 roku życia przysięgi na wierność ojczyźnie[25]
- nakaz odśpiewywania hymnu państwowego przed rozpoczęciem zajęć w szkołach oraz codzienne salutowanie fladze(inne języki)[25]
- wprowadzenie matury obejmującej historię i kulturę Polski oraz zasady ochrony obywatelskiej (ochrona i ratowanie życia, sytuacje kryzysowe)[25]
- zmianę konstytucji[25]
- zrównanie podpisu fizycznego z mObywatelem[25]
- zmianę liczby posłów (37.600.000 obywateli przekłada się na 376 posłów w Sejmie)[25]
- przeznaczenie 10 bln zł na budowę atomowego lotniskowca oraz 6 okrętów podwodnych[25]
- przeznaczenie 10,75 bln zł na rozwój infrastruktury Polski[25]
- likwidację niemalże wszystkich ministerstw i ograniczenie ich do 7 wybranych[25]

## Życie prywatne
Żonaty, ma córkę i syna.

## Wyniki wyborcze

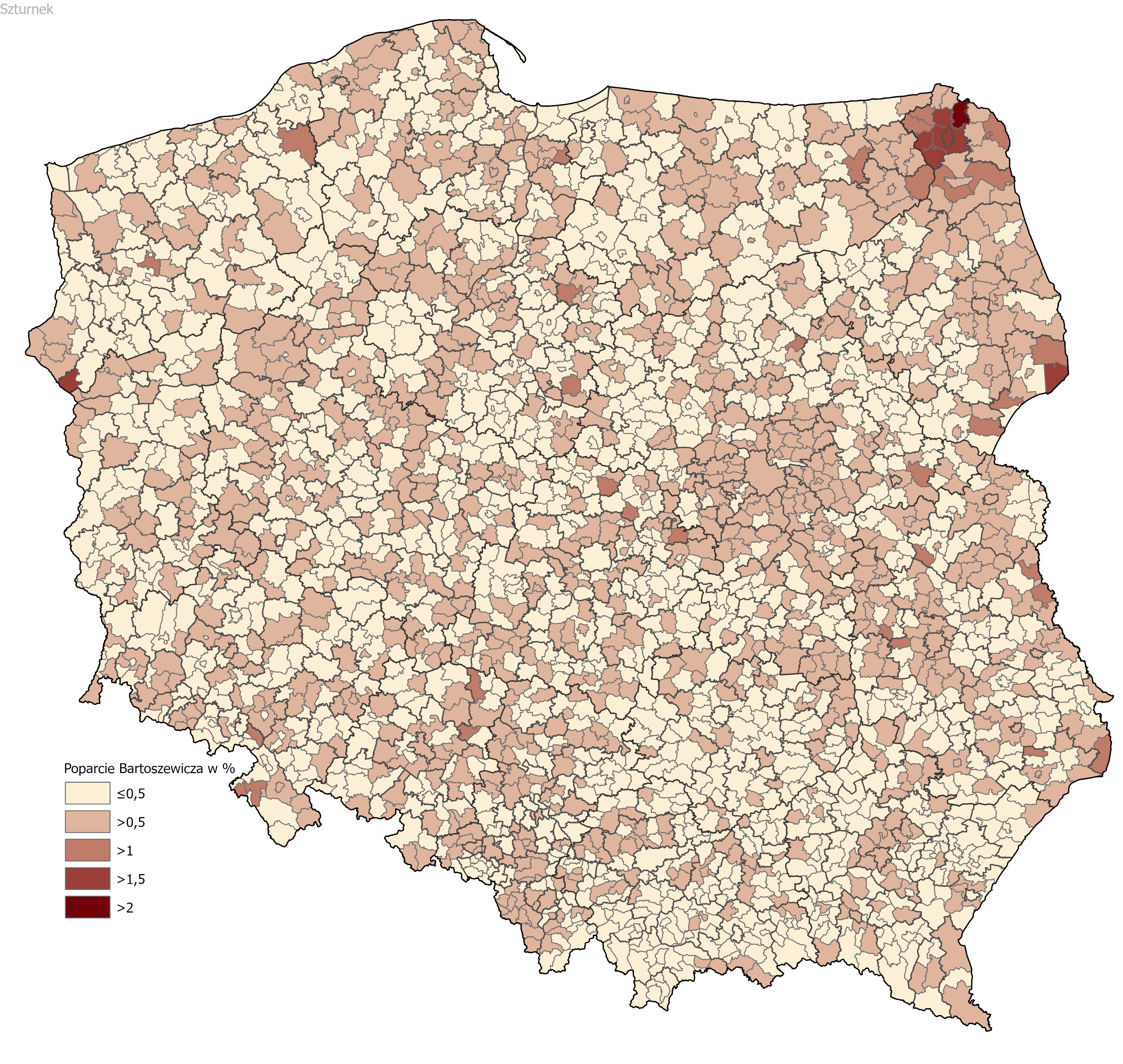
Wyniki Artura Bartoszewicza. Najwyższy wynik uzyskał w gminie Szypliszki (2,6%), natomiast w 4 gminach nie uzyskał ani jednego głosu.

| 2025 |  | KW Kandydata na Prezydenta Rzeczypospolitej Polskiej Artura Bartoszewicza | Prezydent RP | Prezydent RP | 95 640 (0,49%) |

## Publikacje naukowe
- Skutki zaniechania polityki publicznej w dziedzinie kredytów hipotecznych, Studia z Polityki Publicznej, SGH, KES, Warszawa 2019.
- Wielopoziomowe zarządzanie publiczne jako instrument kształtowania polityki rozwoju w: Elementy współczesnej polityki gospodarczej, praca zbiorowa red. J. Stacewicz, Oficyna Wydawnicza SGH. Szkoła Główna Handlowa w Warszawie, ISBN 978-83-8030-211-2, Warszawa 2018.
- Nowoczesne metody zarządcze wspierające proces decyzyjny w służbach mundurowych (praca w druku), Komenda Główna Policji, Warszawa 2017.
- Prawidłowość wdrożenia ustawą o kredycie hipotecznym (…) (druk senacki nr 433) dyrektywy Parlamentu Europejskiego i Rady w sprawie konsumenckich umów o kredyt związany z nieruchomościami mieszkalnymi. Opinie i Ekspertyzy (OE- 255), Biuro Analiz, Dokumentacji i Korespondencji, Zespół Analiz i Opracowań Tematycznych, Kancelaria Senatu, marzec 2017.
- Analiza niepewności i ryzyka w obszarze decyzji społecznoekonomicznych w kontekście bezpieczeństwa ekonomicznego i społeczno-kulturowego w: Współczesne bezpieczeństwo ekonomiczne i społeczno-kulturowe. Wymiar międzynarodowy pod redakcją dr Marty Gębskiej (nr ISBN 978-83-7523-588-3), Akademia Sztuki Wojennej w Warszawie, Warszawa 2017.
- Zastosowanie metod foresight w przewidywaniu scenariuszy zdarzeń w obszarze bezpieczeństwa narodowego i międzynarodowego w: Prognozowanie w naukach społecznych. Wymiar narodowy i międzynarodowy pod redakcją dr hab. Haliny Świebody (nr ISBN 978-83-7523-628-6) Akademia Sztuki Wojennej w Warszawie, Warszawa 2017.
- Instrumenty finansowe realizacji polityki spójności Unii Europejskiej w: Perspektywy polityki gospodarczej, red. J. Stacewicz, Prace i Materiały Instytutu Rozwoju Gospodarczego nr 99, SGH, Warszawa 2017.
- Społeczne skutki kryzysu kredytów hipotecznych odnoszących się do walut obcych, Zeszyty Naukowe Polskiego Towarzystwa Ekonomicznego w Zielonej Górze nr 6, Zielona Góra 2017.
- Wielopoziomowe zarządzanie publiczne w Unii Europejskiej w: Polityka gospodarcza w warunkach przemian rozwojowych, red. J. Stacewicz, Prace i Materiały Instytutu Rozwoju Gospodarczego nr 98, SGH, Warszawa 2016.

## Raporty
- Bartoszewicz A., Obłąkowska K., Czynniki wpływające na popyt na alkohol w kontekście kosztów społecznych i ekonomicznych w Polsce. Zmiany wysokości danin publicznych i model ceny minimalnej a spożycie alkoholu i wypływy do budżetu, PARPA, Warszawa 2021.
- Bartoszewicz A., Iniewski R., Wyroby tytoniowe i nikotynowe w Polsce. Postulowane zmiany w zakresie opodatkowania produktów nowatorskich, Raport Instytutu Jagiellońskiego, Warszawa 2021.
- Bartoszewicz A., Klimkiewicz A., Obłąkowska K., Polska zalana piwem analiza ewolucji modelu spożycia alkoholu w Polsce – przyczyny i skutki. Raport, Raport Instytutu Jagiellońskiego, Warszawa 2021.
- Bartoszewicz A., Obłąkowska K., Społeczno-gospodarcze skutki wdrożenia podatku handlowego. Ocena zasadności opóźnienia wdrożenia/modyfikacji rozwiązań podatkowych skierowanych do branży handlowej, POHiD, Warszawa 2020.
- Bartoszewicz A., Iniewski R., Tomkiewicz J., Podatek od sprzedaży detalicznej – skutki ekonomiczno-prawne wprowadzenia kolejnego rozwiązania obciążającego branżę handlową, Raport Instytutu Jagiellońskiego, Warszawa 2019.
- Bartoszewicz A. Roszkowski M., Alternatywna propozycja Instytutu Jagiellońskiego w zakresie zasadności modyfikacji rozwiązań prawnych w obszarze zakazu handlu w niedzielę, Raport Instytutu Jagiellońskiego, Warszawa 2018.